# 潘善助
潘善助（1963年—），男，浙江天台人，中国书法家，现任中国书法家协会副主席，上海市书法家协会驻会副主席兼秘书长。

## 生平
2021年1月27日，中国书法家协会第八次全国代表大会召开，他担任中国书法家协会副主席。